# 431 (số)
431 (bốn trăm ba mươi mốt) là một số tự nhiên ngay sau 430 và ngay trước 432.

## Trong toán học
- 431 là số nguyên tố.
- 431 là số nguyên tố Chen: {\displaystyle 431+2=433} (số nguyên tố)